# Illa de Vozrojdénia

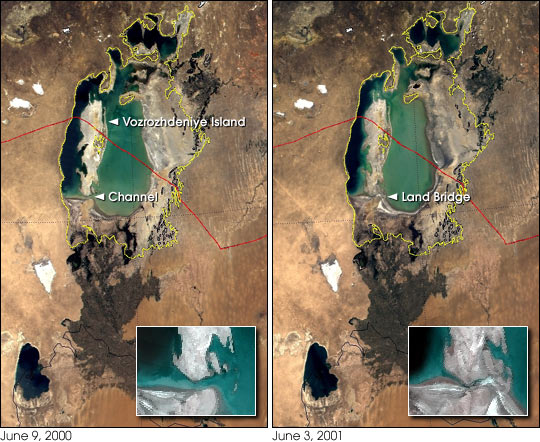
L'Illa Renaixement s'uneix a la part continental a mitjans 2001.

L'Illa de Vozrojdénia (rus: Остров Возрождения, Óstrov Vozrojdénia, kazakh: Возрождение аралы, Vozrojdenıe araly; uzbek: Vozrojdeniye oroli) era una illa del mar d'Aral a l'època de la Unió Soviètica. Actualment l'antiga illa forma part de territori de l'Uzbekistan i del Kazakhstan.
L'any 1954 la Unió Soviètica va construir a l'illa i a la veïna illa de Komsomol unes instal·lacions d'armes biològiques, anomenades Aralsk-7.

## Geografia
Vozrojdénia va ser una vegada una petita illa; tanmateix, l'illa va començar a créixer en grandària a la dècada de 1960 quan el Mar d'Aral es va anar assecant. Aquesta particularitat es deu al fet que l'any 1960 la Unió Soviètica va decidir desviar part de l'aigua dels rius Amudarià i Sirdarià per poder desenvolupar cultius de regadiu al desert de l'Àsia central. El nivell de l'aïgua va començar a disminuir i finalment, l'illa es va unir completament al continent el 2002 i va esdevenir una península. Després de la desaparició del mar d'Aral Sud-est el 2008, Vozrojdénia efectivament va deixar d'existir com un accident geogràfic diferent. Va ressorgir breument com una península el 2010, quan la conca oriental es va inundar per la fusió de les fortes nevades a la capçalera del riu Sirdarià.

## Instal·lacions d'armes biològiques
Situada al mar d'Aral central, l'Illa de Vozrojdénia va ser un dels principals laboratoris i centres de proves del Grup de Guerra Microbiològica de la Unió Soviètica. El 1948 es va instal·lar un laboratori soviètic d'armes biològiques d'alt secret, on es van fer proves amb una varietat d'agents, inclosos l'àntrax, la verola, la pesta, la brucel·losi i la tularèmia.
A la dècada de 1990, la notícia de la perillositat de l'illa es va estendre per desertors soviètics, entre ells Ken Alibek, l'excap del programa d'armes biològiques de la Unió Soviètica. Va ser aquí, segons documents publicats recentment, que les espores d'àntrax i bacils de pesta bubònica es van convertir en armes i s'hi emmagatzemaven. La principal ciutat de l'illa era Kantubek, que avui en dia es troba en ruïnes, però que va arribara a tenir 1.500 habitants.
Els membres del personal de laboratori van abandonar la petita illa el 1992. Molts dels recipients amb les espores no van ser adequadament emmagatzemats o destruïts, i en l'última dècada han aparegut fuites a molts d'aquests contenidors.
El 2002, a través d'un projecte organitzat i finançat pels Estats Units amb l'assistència de l'Uzbekistan, van ser descontaminats 10 llocs d'enterrament d'àntrax.

## En la cultura popular
- En el videojoc Command & Conquer: Generals, l'illa estava sota ocupació nord-americana, però va ser capturada per l'Exèrcit d'Alliberament Global de ficció.
- La zona i la seva antiga base soviètica i laboratoris d'armes biològiques va aparèixer en una missió en el videojoc, Call of Duty: Black Ops".
- A la novel·la "The Home Team: Weapons Grade", per Dennis Chalker i Kevin Dockery, els dolents caven dues tones mètriques de "Àntrax 836" a partir d'un abocador improvisat a 11 km de l'illa per al seu ús en un complot terrorista.[8]